# Hilde Haugsgjerd
Hilde Haugsgjerd, född den 7 juli 1952 i Oslo, är en norsk journalist och före detta politiker och chefredaktör för Aftenposten.
Haugsgjerd var den första ledaren för Rød Valgallianse (1979-1981), och har varit journalist vid dagstidningarna Klassekampen och Dagbladet samt informationschef för Rikshospitalet. Hon var redaktör på Dagsavisen 2001-2004, redaktör på Aftenposten Aften från 2004, och chefredaktör för Aftenposten 2009-2013.
Hon har bland annat gett ut böckerna Gammel og glemt (1986), Løvetann: bak murene på Bredtveit kvinnefengsel (1992) och Hva skal vi tro?: etter Bjugn-saken (1994).